# Киевская выставка исторического подвижного состава
Музей исторического подвижного состава Юго-Западной железной дороги был открыт в 2011 году на станции Киев-Пассажирский. Первоначально тут было лишь три экспоната, но музей пополняется. В экспозиции музея паровозы, тепловозы, электровоз ЧС4, железнодорожные вагоны, дрезина, семафор, паровозная колонка.
Вход с 14 пути вокзала. Посещение музея и фотосъёмка платные.
Взрослый билет: 50 грн.

## Представленная экспозиция
- Паровоз СО17-4371 (до постановки в экспозицию был в рабочем состоянии, Ворошиловградский завод, выпуск 1949 года)[1]
- Паровоз Эр 773-59
- Паровоз Л-3191 (Ворошиловградский завод, выпуск 1951 года)
- Вагон-салон № 70006 (1979 г.)
- Вагон-салон № 70139 (1910 г.)
- Вагон-салон № 70303 (1912 г.)
- Вагон-цистерна 1935 г.;
- Крытый вагон 1932 г.;
- Тепловоз ТЭ3-2068;
- Тепловоз ЧМЭ2-333;
- Электровоз ЧС4-072 (заводская серия 52E3, год выпуска 1968, эксплуатировался до июля 2011 года, в музее появился 29 марта 2012).

Доступ открыт в вагоны и кабины 3 паровозов. Все тепловозы для входа закрыты.